# Torneo de Winston-Salem 2017
El Winston-Salem Open 2017 fue un torneo de tenis perteneciente al ATP Tour 2017 en la categoría ATP World Tour 250. El torneo tuvo lugar en la ciudad de Winston-Salem, Carolina del Norte, Estados Unidos, desde el 20 hasta el 27 de agosto de 2017 sobre canchas duras. El torneo, formó parte del US Open Series 2017.

## Distribución de puntos
| Modalidad            | Campeón | Finalista | Semifinales | Cuartos de final | 2ª ronda | 1ª ronda | Clasificados | 2ª ronda de clasificación | 1ª ronda de clasificación |
| Individual masculino | 250     | 165       | 100         | 50               | 25       | 0        | 13           | 7                         | 0                         |
| Dobles masculino     | 250     | 150       | 90          | 45               | 20       | 0        | -            | -                         | -                         |

## Cabezas de serie

### Individuales masculino
| Tenista           | Ranking | Preclasificado |
| Roberto Bautista  | 14      | 1              |
| Pablo Carreño     | 17      | 2              |
| John Isner        | 19      | 3              |
| Kevin Anderson    | 27      | 4              |
| Pablo Cuevas      | 28      | 5              |
| Steve Johnson     | 36      | 6              |
| Paolo Lorenzi     | 37      | 7              |
| Fernando Verdasco | 40      | 8              |
| Gilles Simon      | 42      | 9              |
| Yūichi Sugita     | 46      | 10             |
| Viktor Troicki    | 47      | 11             |
| Aljaž Bedene      | 48      | 12             |
| Chung Hyeon       | 49      | 13             |
| Borna Ćorić       | 50      | 14             |
| Daniil Medvedev   | 51      | 15             |
| Jiří Veselý       | 52      | 16             |
| João Sousa        | 54      | 17             |

- Ranking del 14 de agosto de 2017

### Dobles masculinos
| Tenista                           | Ranking | Preclasificado |
| Juan Sebastián Cabal Robert Farah | 49      | 1              |
| Jean-Julien Rojer Horia Tecău     | 49      | 2              |
| Mate Pavić Nenad Zimonjić         | 57      | 3              |
| Brian Baker Nikola Mektić         | 66      | 4              |

## Campeones

### Individual masculino
Roberto Bautista venció a  Damir Džumhur por 6-4, 6-4

### Dobles masculino
Jean-Julien Rojer /  Horia Tecău vencieron a  Julio Peralta /  Horacio Zeballos por 6-3, 6-4